# 현대 슈퍼 중형트럭
현대 슈퍼 중형트럭은 대한민국의 중형트럭이다.

## 개요
1997년 10월에 91A 중형트럭의 후속 차종으로 출시되었고, 초기에는 에어로타운 1기형에 탑재됐던 D6BR 엔진을 탑재하였으며, 테일램프도 91A 중형트럭과 동일한 분리형으로 장착되었으며, 데칼 문양도 모자이크 바탕 형태의 회색과 모자이크 계단 형태의 주황색이었다. 그리고, 2000년부터 기존의 D6BR 엔진에서, KK-엔진(D6DA)으로 변경되었으며, 테일램프도 일체형으로 바뀌었으며, 데칼 문양이 모자이크 계단 형태의 청록색으로 바뀌었다. 2002년에 차축이 기존 06핀에서 08핀으로 변경되었다. 이 때부터 엘리슨 05단 자동변속기 사양도 추가되었다. 2003년에 측면 방향지시등 형태가 바뀌었으며, 2004년 6월에 메가트럭으로 시판됨에 따라 단종되었다.

## 라인업

### 모델별 트림
- DLX
- GOLD
- SUPER

### 용도별
- 4x2
- 카고
  - 4.5톤(4x2 장축/초장축)
  - 5톤(4x2 단축/중축)
- 덤프
  - 4.5톤(4x2)
  - 5톤(4x2)
- 소방차
  - 살수차
- 탱크로리
  - 분뇨탱크로리
  - 우유탱크로리
  - 주유소탱크로리
- 쓰레기차
  - 음식물쓰레기수거차
  - 일반쓰레기수거차